# Gordon Lightfoot
Gordon Meredith Lightfoot, Jr., conocido como Gordon Lightfoot (Ontario, 17 de noviembre de 1938-Toronto, 1 de mayo de 2023) fue un cantante y compositor canadiense de folk, country y música popular.

## Carrera artística
Alcanzó popularidad en los años 1960 con temas como "Early Morning Rain" (1966) y entró en las listas internacionales de éxitos en los años 1970 con canciones como "If You Could Read My Mind" (1970), "Sundown" (1974), "Carefree Highway" (1974), "Rainy Day People" (1975), y "The Wreck of the Edmund Fitzgerald" (1976).
Sus canciones han sido grabadas por  populares cantantes como  Elvis Presley, Johnny Cash, Peter Paul and Mary, Marty Robbins, Jerry Lee Lewis, Bob Dylan, Judy Collins, Barbra Streisand, Johnny Mathis, Richie Havens, Nico y Harry Belafonte.
Robbie Robertson, guitarrista de The Band, banda acompañante de Bob Dylan, considera a Lightfoot como uno de sus cantantes favoritos y un tesoro cultural de la nación canadiense. Lightfoot se presentó en la ceremonia de apertura de los Juegos Olímpicos de Calgary 1988, celebrados en la provincia de Alberta.

## Discografía
- Lightfoot! (1966)
- The Way I Feel (1967)
- Did She Mention My Name? (1968)
- Back Here on Earth (1968)
- Sunday Concert (1969)
- Sit Down Young Stranger (también conocido como If You Could Read My Mind) (1970)
- Summer Side of Life (1971)
- Don Quixote (1972)
- Old Dan's Records (1972)
- Sundown (1974)
- Cold on the Shoulder (1975)
- Summertime Dream (1976)
- Endless Wire (1978)
- Dream Street Rose (1980)
- Shadows (1982)
- Salute (1983)
- East of Midnight (1986)
- Waiting for You (1993)
- A Painter Passing Through (1998)
- Harmony (2004)
- All Live (2012)
- Solo (2020)